# Legio III Diocletiana

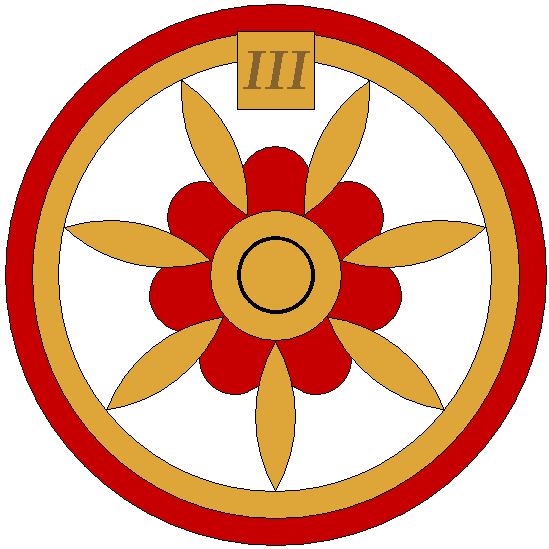
Legio Tertia Diocletiana Thebaeorum

La Legio III Diocletiana fu una legione romana formata dall'imperatore Diocleziano (da cui prese il nome) nel 298.
La funzione della III Diocletiana era quella di fungere da guarnigione per la provincia dell'Egitto che Diocleziano aveva appena riorganizzato; il numerale III fu dovuto al fatto che nella provincia era già presente un'altra legione, la II Traiana Fortis.
Le due legioni furono entrambe accampate ad Alessandria d'Egitto, ma, nel corso del IV secolo, la III fu inviata a sud, a Tebe e Kôm Ombo, per controllare meglio la situazione. Durante il regno dell'imperatore Teodosio I (378-395), fu deciso di inviare le truppe barbariche dell'impero in Egitto, a sostituire le truppe egiziane della III Diocletiana inviate in Macedonia, tra i barbari, dove formarono la III Diocletiana Thebaeorum a disposizione del magister militum per Thracias. Un secondo distaccamento era al comando del comes limitis Aegypti.